# مصطفی پورمحمدی در انتخابات ریاست‌جمهوری ایران (۱۴۰۳)
مصطفی پورمحمدی برای چهاردهمین انتخابات ریاست جمهوری در تاریخ ۲۰ خرداد ۱۴۰۳ از سوی شورای نگهبان جهت ورود به انتخابات ریاست جمهوری تأیید صلاحیت شد.

## ثبت نام

### نام‌نویسی
وی در تاریخ ۱۴ خرداد ۱۴۰۳، در آخرین روز ثبت‌نام انتخابات ریاست‌جمهوری ایران (۱۴۰۳)، با حضور در وزارت کشور، به‌منظور کاندیداتوری در انتخابات ریاست‌جمهوری ثبت نام کرد.مصطفی پورمحمدی همزمان دبیر جامعه روحانیت مبارز است.

### تأیید صلاحیت
صلاحیت مصطفی پورمحمدی روز ۲۰ خرداد ۱۴۰۳ ازسوی شورای نگهبان برای نامزدی چهاردهمین دورهٔ انتخابات ریاست‌جمهوری احراز شد.

## ستاد انتخاباتی و شعار
مصطفی پورمحمدی پس از ثبت نام در انتخابات ریاست جمهوری در جمع خبرنگاران شعار خود را اعلام نمودند. وی شعار «دولت قرار، ثروت، قدرت و عدالت» را برای دولت مدنظر و کمپین تبلیغاتی خود برگزید.

## فعالیت‌های تبلیغاتی

### همایش‌ها
- همایش صنعتگران و فعالان اقتصادی
- نشست اعضای اتاق بازرگانی

### مستند
- تحمل شنیدن دارید؟
- خاطراتِ خیابان

## وعده‌های انتخابات
- ثبات اقتصادی و مالی، بهبود نرخ تورم و رفع مشکلات ناترازی بانک‌ها[۶]
- ایجاد وفاق ملی و حمایت از فعالان اقتصادی[۷]
- خنثی‌سازی تحریم و احیای برجام[۸]
- استفاده و فرصت‌شناسی در مسائل بین‌المللی[۹]
- بازگرداندن مدیریت سهام عدالت به ۵۰ سهامدار[۱۰]
- پایان دادن به فیلترینگ[۱۱]
- تقویت دولت الکترونیک[۱۲]
- ایجاد اعتماد برای بخش فعال خرد و کلان اقتصادی[۱۳]

## حامیان

### حزب و تشکل‌ها
- شورای وحدت نیروهای انقلاب اسلامی
- جمعیت حامیان انقلاب اسلامی
- حزب مستقل و اعتدال ایران
- جبهه پیشرفت، رفاه و عدالت
- شورای وحدت مجمع نمایندگان ادوار مجلس
- جمعیت اصلاح‌طلبان پیرو خط امام و رهبری
- کانون اسلامی فارغ التحصیلان شبه‌قاره هند
- حزب مستقل کار

### رسانه
- خبرآنلاین